# L'età di Cosimo de' Medici
L'età di Cosimo de' Medici è una miniserie televisiva in tre puntate del 1972, diretta da Roberto Rossellini.

## Trama
La pellicola propone uno spaccato di storia della Firenze rinascimentale del 1400. Attraverso tre parti, di cui è diviso il film: si scoprirà come Cosimo de' Medici, detto Il Vecchio, riuscì nei primi anni del '400 a impadronirsi del potere temporale e delle menti dei cittadini con abili sotterfugi, anche se faceva ciò per instaurare un nuovo governo, migliore, che rendesse la città della Toscana una delle più fiorenti dell'Italia. Si verrà a conoscenza del suo esilio nel 1433 e del suo ritorno successivo. Infine nell'ultima sequenza del film si esplora le visione che aveva l'intellettuale Leon Battista Alberti riguardo ai costumi e alla cultura fiorentina alla corte dei Medici.

### Prima parte:L'esilio di Cosimo
Cosimo de' Medici, giovane mercante e politico di nobile famiglia, ottiene favori dall'antipapa Giovanni XXIII. Infatti, entra decisivamente così in politica divenendo priore, dopo aver accompagnato sano e salvo Giovanni XXIII al concilio di Costanza. Ma Cosimo mira anche ad assoggettare nel suo potere tutte le città confinanti con Firenze, affinché ne sia l'unico rappresentante e governante. Infatti Cosimo aveva deciso anche di instaurare in Toscana un nuovo regime che avrebbe riportato totalmente in auge la sua famiglia. Ciò avverrà completamente con Lorenzo il Magnifico, suo nipote, che diverrà mecenate di molti intellettuali, quali Machiavelli, e garantirà la sua supremazia abbattendo le altre famiglie nobili di Firenze. Tornando a Cosimo, egli era consapevole delle lotte intestine in politica che erano divenute sempre più frequenti contro i membri delle famiglie Strozzi e Albini. Vi era stato anche un tentato omicidio contro di lui, ma il fratello Lorenzo il Vecchio lo salvò con un inganno. Cosimo continua a cercare ciecamente di affermare il suo controllo, ma un nuovo inganno di Rinaldo degli Albizzi lo fa imprigionare e mandare in esilio con l'accusa di aver tentato un colpo di Stato. Tuttavia Cosimo, andando a Venezia, fa le prime amicizie con il pittore Michelozzo e successivamente, con i suoi alleati, compie alcuni sabotaggi e inganni che permettono di farsi desiderare ancora dal popolo fiorentino.

### Seconda parte:Potere di Cosimo
Quando Cosimo de' Medici ha pieni poteri sulla città di Firenze, il gonfaloniere ora può continuare a esercitare il suo potere tollerante e poco autoritario sulla zona, scacciando i vecchi nemici Albizzi e Strozzi. Inoltre ottiene il consenso di papa Eugenio IV di spostare il concilio di Ferrara nella sua città, e soprattutto di discutere sul da farsi per salvare la città di Costantinopoli dall'invasione dell'Impero ottomano. Purtroppo l'alleanza tra De Medici e il papa non servirà a nulla per l'Impero romano d'Oriente perché Costantinopoli verrà conquistata nel 1453 e ribattezzata con il nome Istanbul. Ma i gesti compiuti da Cosimo ormai sono ben noti a tutti i cittadini di Firenze e ciò contribuisce a far diventare la città una delle più ricche e acculturate dell'Italia del Centro-Nord, avviandola verso l'apogeo del Rinascimento.

### Terza parte:Leon Battista Alberti: l'Umanesimo
Con il personaggio di Leon Battista Alberti, scrittore, umanista e architetto, Roberto Rossellini esalta la potenza di Firenze del Rinascimento mediante lo sviluppo massimo della cultura, di nuove teorie di intellettuale e soprattutto di nuovi metodi di pittura e costruzione di palazzi, chiese, statue e quadri. Infatti Alberti introdusse nell'epoca dell'Umanesimo il nuovo ideale del Rinascimento, grazie all'arte. Dopo aver pubblicato il trattato De pictura che tratta di nuovi modelli per comporre disegni e nuove prospettive visive, prendendo spunto specialmente da Giotto, Leon Battista Alberti stringe amicizia con numerosi pittori contemporanei. Ma tra i suoi amici vi sono anche degli scultori e architetti tra cui Filippo Brunelleschi, il quale si ispirerà alle opere di Alberti per celebrare la potenza di Firenze costruendo l'enorme cupola ottagonale del duomo di Santa Maria del Fiore.